# Unterseeboot 675
L'Unterseeboot 675 ou U-675 est un sous-marin allemand (U-Boot) de type VIIC utilisé par la Kriegsmarine pendant la Seconde Guerre mondiale.
Le sous-marin fut commandé le 5 juin 1941 à Hambourg (Howaldtswerke Hamburg AG), sa quille fut posée le 9 avril 1942, il fut lancé le 8 mai 1943 et mis en service le 14 juillet 1943, sous le commandement de l'Oberleutnant zur See Karl-Heinz Sammler.
L'U-675 n'endommagea ou ne coula aucun navire au cours de l'unique patrouille (10 jours en mer) qu'il effectua.
Il fut coulé par l'Aviation britannique en Mer de Norvège, en mai 1944.

## Conception
Unterseeboot type VII, l'U-675 avait un déplacement de 769 tonnes en surface et 871 tonnes en plongée. Il avait une longueur totale de 67,10 m, un maître-bau de 6,20 m, une hauteur de 9,60 m et un tirant d'eau de 4,74 m. Le sous-marin était propulsé par deux hélices de 1,23 m, deux moteurs diesel Germaniawerft M6V 40/46 de 6 cylindres en ligne de 1 400 cv à 470 tr/min, produisant un total de 2 060 à 2 350 kW en surface et de deux moteurs électriques Siemens-Schuckert GU 343/38-8 de 375 cv à 295 tr/min, produisant un total 550 kW, en plongée. Le sous-marin avait une vitesse en surface de 17,7 nœuds (32,8 km/h) et une vitesse de 7,6 nœuds (14,1 km/h) en plongée. Immergé, il avait un rayon d'action de 80 milles marins (150 km) à 4 nœuds (7,4 km/h; 4,6 milles par heure) et pouvait atteindre une profondeur de 230 m. En surface son rayon d'action était de 8 500 milles nautiques (soit 15 700 km) à 10 nœuds (19 km/h). 
L'U-675 était équipé de cinq tubes lance-torpilles de 53,3 cm (quatre montés à l'avant et un à l'arrière) qui contenait quatorze torpilles. Il était équipé d'un canon de 8,8 cm SK C/35 (220 coups) et d'un canon antiaérien de 20 mm Flak. Il pouvait transporter 26 mines TMA ou 39 mines TMB. Son équipage comprenait 4 officiers et 40 à 56 sous-mariniers.

## Historique
Il reçut sa formation de base au sein de la 5. Unterseebootsflottille jusqu'au 30 avril 1944, puis intégra sa formation de combat dans la 6. Unterseebootsflottille.
Sa première patrouille est précédée par un court trajet de Kiel à Kristiansand. Elle commence réellement le 18 mai 1944 au départ de Kristiansand pour opérer dans l'Atlantique. 
Le 24 mai 1944, l'U-675 est attaqué par un Sunderland du 4(C)OTU, qui lui lança cinq charges de profondeur. Une touche l'U-Boot, une autre rebondit sur le pont et explose, le coulant immédiatement à la position 62° 27′ N, 3° 04′ E. 
Les 51 membres d'équipage décédèrent dans cette attaque.
L'attaque du Sunderland se fit en face d'une flak très importante, le pilote fut décoré de la D.F.C. pour cette action. De plus, le reste de l'équipage était complètement novice car ils étaient en instruction avec lui. Le pilote du Sunderland rapporta qu'il vit des corps et une tache d'huile sur la zone du naufrage.

## Affectations
- 5. Unterseebootsflottille du 14 juillet 1943 au 30 avril 1944 (Période de formation).
- 6. Unterseebootsflottille du 1er mai 1944 au 24 mai 1944 (Unité combattante).

## Commandement
- Oberleutnant zur See Karl-Heinz Sammler du 14 juillet 1943 au 24 mai 1944.

## Patrouille
|       | Commandant               | Départ      | Départ       | Arrivée     | Arrivée      | Jours    | Succès |
| ----- | ------------------------ | ----------- | ------------ | ----------- | ------------ | -------- | ------ |
|       | Oblt. Karl-Heinz Sammler | 4 mai 1944  | Kiel         | 6 mai 1944  | Kristiansand | 3 jours  |        |
| 1     | Oblt. Karl-Heinz Sammler | 18 mai 1944 | Kristiansand | 24 mai 1944 | Coulé        | 7 jours  |        |
| Total | Total                    | Total       | Total        | Total       | Total        | 10 jours | 0 t    |

Notes : Oblt. = Oberleutnant zur See